# آهن‌ربای خاکی کمیاب

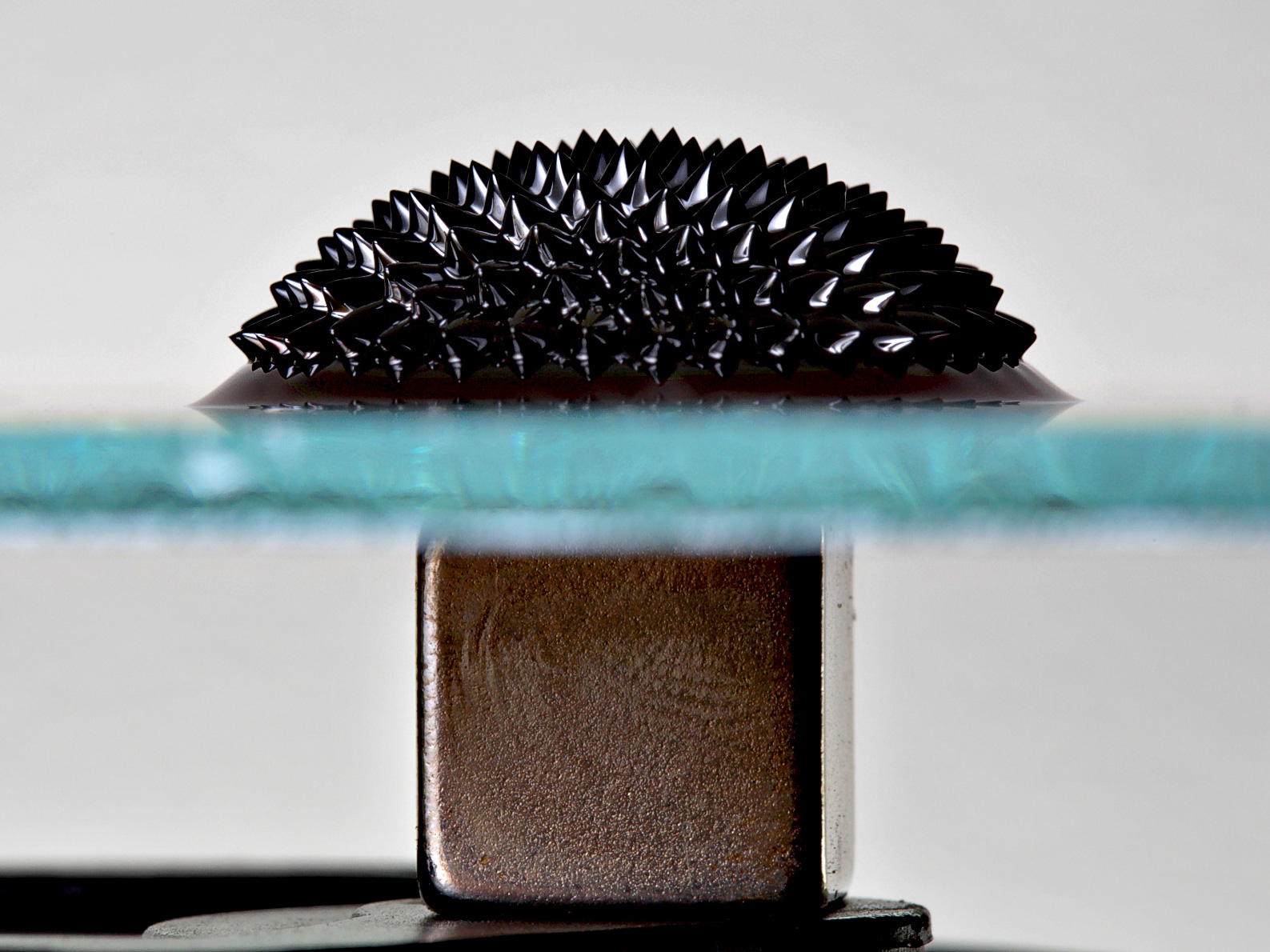
فروسیالی روی شیشه که در زیر آن آهنربای خاکی کمیاب قرار دارد

آهن‌ربای خاکی کمیاب آهنرباهای دائمی قدرتمندی هستند که از آلیاژ عناصر خاکی کمیاب ساخته شده‌اند. آهنرباهای خاکی کمیاب که در دهه‌های ۱۹۷۰ و ۱۹۸۰ توسعه یافتند قوی‌ترین نوع آهن رباهای دائمی ساخته‌شده هستند. آنها نسبت به انواع آهنرباهای دیگر مانند آهنرباهای فریت یا آلنیکو میدان‌های مغناطیسی بسیار قوی‌تری ایجاد می‌کنند. میدان های مغناطیسی که معمولاً توسط آهنرباهای خاکی کمیاب تولید می‌شود می‌تواند از مقدار ۱٫۲ تسلا تجاوز کند، در حالی که آهن رباهای فریت یا سرامیک معمولاً میدان‌های ۰٫۵ تا ۱ تسلا را تولید می‌کنند.
دو نوع از این آهن رباها وجود دارد:آهنرباهای نئودیمیوم و آهنرباهای ساماریوم-کبالت. آهنرباهای خاکی کمیاب بسیار شکننده هستند و همچنین در برابر خوردگی آسیب‌پذیر هستند، بنابراین معمولاً برای محافظت از آنها در برابر شکستن، خرد شدن یا پودر شدن، آبکاری شده یا روکش می‌شوند.
توسعه آهنرباهای خاکی کمیاب در حدود سال ۱۹۶۶ آغاز شد، زمانی که کی جی استرنات و جی هوفر در آزمایشگاه تحقیقات نیروی هوایی ایالات متحده کشف کردند که آلیاژ ایتریم و کبالت، YCo 5، بزرگترین ثابت ناهمسانگردی مغناطیسی را در بین مواد شناخته شده در آن دارا زمان بود.
اصطلاح «خاکی کمیاب» می‌تواند گمراه‌کننده باشد، زیرا برخی از این فلزات می‌توانند به اندازه قلع یا سرب در پوسته زمین فراوان باشد اما سنگ‌های معدنی خاکی کمیاب در درزها (مانند زغال‌سنگ یا مس) وجود ندارند، بنابراین در هر کیلومتر مکعب معین از پوسته «نادر» هستند. منبع اصلی آنها در حال حاضر چین است. برخی کشورها فلزات نادر خاکی را به عنوان فلزات مهم استراتژیک طبقه‌بندی می‌کنند، محدودیت‌های اخیر صادرات چین بر روی این مواد منجر به آغاز برنامه‌های تحقیقاتی برای توسعه آهن رباهای قوی بدون نیاز به فلزات نادر خاکی شده‌است.

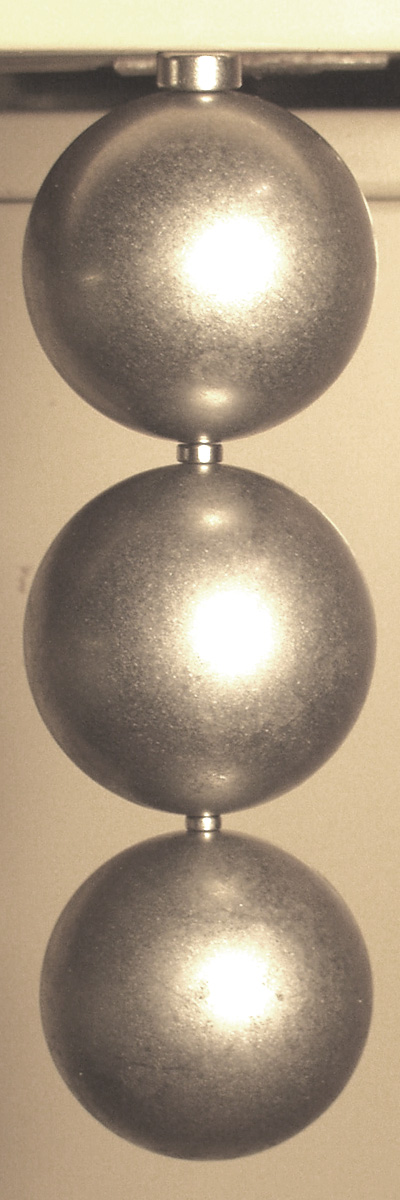
آهنرباهای نئودیمیم (سیلندرهای کوچک) توپ‌های فولادی را بالا می‌برند. همان‌طور که در اینجا نشان داده شده‌است، آهنرباهای خاکی کمیاب می‌توانند به راحتی هزاران برابر وزن خود را بلند کنند.

## ویژگی‌ها و ساختار
عناصر زمین کمیاب (لانتانید) فلزاتی فرومغناطیس هستند، به این معنی که همانند آهن می‌توانند مغناطیسی شوند تا به آهنربای دائمی تبدیل شوند، اما دمای کوری آنها (دمایی که در آن خاصیت فرومغناطیس آنها از بین می‌رود) کمتر از دمای اتاق است، بنابراین فقط در دماهای پایین آنها دارا خاصیت مغناطیسی هستند. با این حال، ترکیبات آنها با فلزات واسطه مانند آهن، نیکل و کبالت و …، دمای کوری بسیار بالاتر از دمای اتاق دارند. آهنرباهای خاکی کمیاب از این ترکیبات ساخته می‌شوند. قدرت بالای آنها به دو دلیل است:
- اولاً، ساختار کریستالی آنها ناهمسانگردی مغناطیسی بسیار بالایی دارد. این بدان معنی است که یک کریستال از این ماده ترجیحاً در امتداد یک محور کریستالی خاص مغناطیسی می‌شود اما مغناطیسی شدن آن در جهات دیگر بسیار دشوار است. مانند سایر آهنرباها، آهنرباهای خاکی کمیاب از ریز کریستال‌ها تشکیل شده‌اند که در حین ساخت در یک میدان مغناطیسی قدرتمند هم تراز شدند، بنابراین محورهای مغناطیسی آنها همه در یک جهت قرار دارند. مقاومت شبکه کریستالی در برابر چرخش جهت مغناطیسی خود بسیار زیاد است، این ترکیبات وادارنگی مغناطسی بسیار بالایی دارند (مقاومت در برابر مغناطیسی زدایی)، به طوری که در میدان مغناطیس زادیی قوی، از مغناطش آنها کم نمی‌شود.
- دوم، اتم‌های عناصر کمیاب می‌توانند گشتاورهای مغناطیسی بالایی داشته باشند. آرایش الکترونی آنها حاوی تعداد زیادی الکترون جفت نشده است. در عناصر دیگر، تقریباً همه الکترون‌ها به صورت جفت با اسپین‌های مخالف وجود دارند، بنابراین میدان‌های مغناطیسی آنها خنثی می‌شود، اما در عناصر زمین‌های کمیاب، حذف مغناطیسی بسیار کمتری وجود دارد. این نتیجه، حاصل پر شدن ناقص پوسته f است که می‌تواند تا ۷الکترون غیر پیوندی را شامل شود در آهن‌ربا، الکترون‌های جفت نشده‌در یک جهت می‌چرخند و میدان مغناطیسی را ایجاد می‌کنند. این مواد مغناطش باقی‌مانده بالایی می‌دهد (J s). حداکثر چگالی انرژی B·H max با J s ۲ متناسب است، بنابراین این مواد پتانسیل ذخیره مقادیر زیادی انرژی مغناطیسی را دارند. انرژی مغناطیسی B·H max آهنرباهای نئودیمیم حدود ۱۸ برابر آهنرباهای «معمولی» از نظر حجم است. این امر اجازه می‌دهد تا آهنرباهای خاکی کمیاب با اندازه کوچکتر از سایر آهنرباها قدرت میدان یکسان داشته باشند.[۷]

## خواص مغناطیسی
برخی از خواص مهم مورد در مقایسه آهنرباهای دائمی عبارت ند از: پسماند مغناطیسی (B R), که قدرت میدان مغناطیسی اندازه‌گیری می‌گیرد؛ وادارندگی (H CI), مقاومت ماده دربرابر مناطیس زادیی شدن می‌باشد؛ حاصل‌ضرب بیشینه انرژی (B·H max) و دمای کوری (T C)، دمایی که در آن ماده خاصیت مغناطیسی خود را از دست می‌دهد. آهنرباهای خاکی کمیاب ماندگاری بالاتر، و حاصل‌ضرب بیشینه انرژی بسیار بالاتری دارند، اما نئودیمیم دمای کوری کمتری نسبت به انواع دیگر آهنرباها دارد. جدول زیر عملکرد مغناطیسی دو نوع آهنرباهای خاکی کمیاب، نئودیمیم (Nd 2 Fe 14 B) و ساماریم- کبالت (SmCo 5) را با سایر انواع آهنرباهای دائمی مقایسه می‌کند.
جدول برخی خواص مغناطیسی
| آهنربا                | نوع    | Br (T)   | Hci (kA/m) | B·Hmax (kJ/m3) | TC (°C) |
| --------------------- | ------ | -------- | ---------- | -------------- | ------- |
| Nd 2 Fe 14 B          | متخلخل | ۱٫۰–۱٫۴  | ۷۵۰–۲۰۰۰   | ۲۰۰–۴۴۰        | ۳۱۰–۴۰۰ |
| Nd 2 Fe 14 B          | پیوندی | ۰٫۶–۰٫۷  | ۶۰۰–۱۲۰۰   | ۶۰–۱۰۰         | ۳۱۰–۴۰۰ |
| SmCo 5                | متخلخل | ۰٫۸–۱٫۱  | ۶۰۰–۲۰۰۰   | ۱۲۰–۲۰۰        | ۷۲۰     |
| Sm (Co, Fe, Cu, Zr) 7 | متخلخل | ۰٫۹–۱٫۱۵ | ۴۵۰–۱۳۰۰   | ۱۵۰–۲۴۰        | ۸۰۰     |
| آلنیکو                | متخلخل | ۰٫۶–۱٫۴  | ۲۷۵        | ۱۰–۸۸          | ۷۰۰–۸۶۰ |
| Sr-فریت               | متخلخل | ۰٫۲–۰٫۴  | ۱۰۰–۳۰۰    | ۱۰–۴۰          | ۴۵۰     |

## انواع

### ساماریوم-کبالت
آهنرباهای ساماریوم-کبالت (فرمول شیمیایی: Sm Co 5)، اولین خانواده اختراع شده آهنرباهای خاکی کمیاب است، کمتر از آهنرباهای نئودیمیومی استفاده می‌شوند زیرا قیمت بالاتر و قدرت میدان مغناطیسی نسبتاً کمتری دارند. با این حال، ساماریم-کبالت دمای کوری بالاتری دارد، و در جاهایی که در آن به قدرت میدان مغناطسی بالا در دمای عملیاتی بالا نیاز دارند، استفاد می‌شوند. این آهنربا در برابر اکسیداسیون بسیار مقاوم است، اما آهنرباهای ساماریوم-کبالت متخلخل، شکننده و مستعد ترک خوردن هستند و ممکن است در اثر شوک حرارتی ترک بخورند و بشکنند.

### نئودیمیم

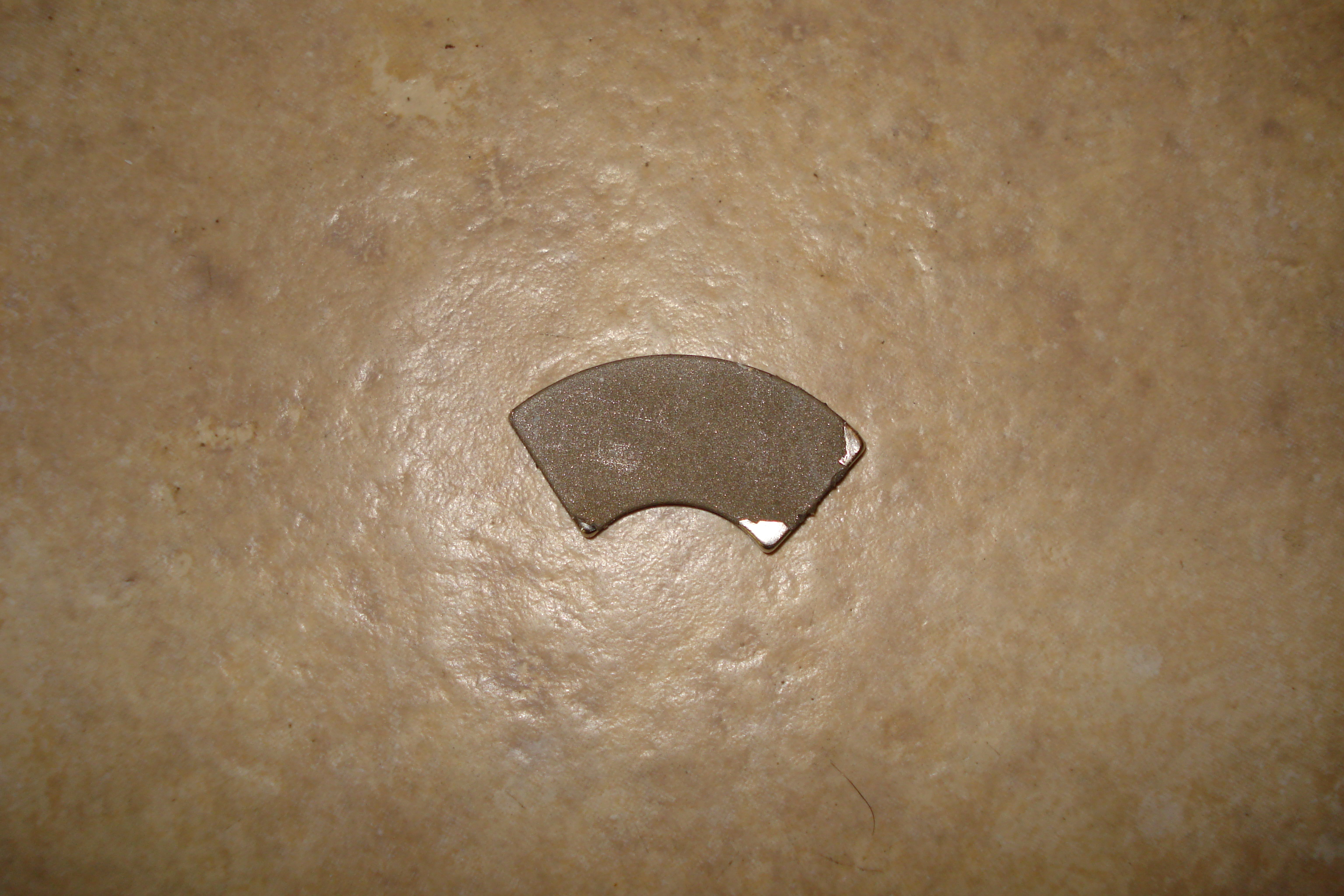
آهنربای نئودیمیم با آبکاری نیکل

آهنرباهای نئودیمیم که در دهه ۱۹۸۰ اختراع شدند، قوی‌ترین و مقرون به صرفه‌ترین نوع آهنربای خاکی کمیاب هستند. آنها از آلیاژ نئودیمیم، آهن و بور ساخته شده‌اند که گاهی اوقات به اختصار NIB نامیده می‌شود. آهنرباهای نئودیمیوم در کاربردهای گوناگون که در آن نیاز به آهنرباهای دائمی قوی و فشرده وجود دارند استفاده می‌شود، مانند موتورهای الکتریکی برای ابزارهای بی‌سیم، درایوهای دیسک سخت. آنها بالاترین قدرت میدان مغناطیسی را دارند و نیروی وادارندگی بالایی نیز دارند (که آنها را از نظر مغناطیسی پایدار می‌کند)، اما دمای کوری پایینی دارند و نسبت به آهنرباهای ساماریم-کبالت در برابر اکسایداسیون آسیب پذیرتر هستند ولی همانند آنها به مغناطس زدایی مقاوم است. هزینه بالای این آهنرباها استفاده از آنها را محدود به کاربردهایی می‌کرد که به قدرت میدان مغناطیسی بالا علاوه بر فشردگی نیاز بود. هم مواد خام و هم مجوزهای ثبت اختراع گران بود. با این حال، از دهه ۱۹۹۰، آهنربای نئودیمیوم به‌طور پیوسته ارزان‌تر شده‌اند و هزینه به صرفه تر آنها الهام بخش استفاده‌های جدیدی مانند اسباب بازی مغناطیسی شد.
خوردگی می‌تواند باعث اسپال لایه سطحی آهنربای محافظت نشده یا پودر شدن آن شود. به همین دلیل استفاده از سطوح محافظ مانند آبکاری طلا، نیکل، روی و قلع و پوشش رزین اپوکسی می‌تواند از آهنربا در برابر خوردگی محافظت کند. در اکثر آهنرباهای نئودیمیم از آبکاری نیکل برای ایجاد یک محافظ قوی استفاده می‌کنند.

## خطرات
توان تولید نیرو مغناطیسی بیشتر در آهنرباهای خاکی کمیاب خطراتی را ایجاد می‌کند که در دیگر انواع آهنربا دیده نمی‌شود. آهنرباهای بزرگتر از چند سانتی‌متر به اندازه‌ای قوی هستند که باعث آسیب به قسمت‌های مختلف بدن که بین دو آهن‌ربا یا آهن‌ربا و سطح فلزی قرار دارند می‌شود و حتی باعث شکستگی استخوان‌ها می‌شوند. این آهنرباها بیش از حد به یکدیگر نزدیک شوند می‌توانند با نیروی سهمناکی به یکدیگر ضربه بزنند و مواد شکننده را خرد کنند و تیکه‌های شکسته‌ای که با سرعت به اطراف پرد شدند می‌توانند باعث آسیب شوند. از سال ۲۰۰۵ این آهنرباهای قدرتمند باعث شکستن اسباب‌بازی‌ها شدند و حوادث ناگواری را رقم زدن. چندین کودک خردسال آهن‌ربا را بلعیده‌اند که بخشی از دستگاه گوارش آنها بین آهن‌رباها گیر کرده و باعث آسیب جدی و در یک مورد سوراخ‌های روده، سپسیس و مرگ شده‌است.
یک استاندارد داوطلبانه برای اسباب‌بازی‌ها، استفاده دائمی آهنرباهای قوی برای جلوگیری از بلعیده شدن، داشتن روکش رو آهنربای غیرمتصل به چیزی، در سال ۲۰۰۷ تصویب شد. در سال ۲۰۰۹، رشد ناگهانی در فروش اسباب بازی میز مغناطیسی فوتبال برای بزرگسالان باعث افزایش آمار جراحات شد، در گزارشات اورژانس در سال ۲۰۱۲، آمار مجروحان ۳۶۱۷ برآورد شد. در پاسخ، کمیسیون ایمنی محصولات مصرفی ایالات متحده در سال ۲۰۱۲ قانونی را تصویب کرد که اندازه آهنربای زمین کمیاب را در محصولات محدود می‌کرد، اما با تصمیم دادگاه فدرال ایالات متحده در نوامبر ۲۰۱۶، در جریان پرونده ای که توسط یک تولیدکننده این آهنرباها مطرح شد، لغو شد. پس از لغو این قانون، تعداد حوادث بلعیدن آهنربا در کشور به شدت افزایش یافت و در سال ۲۰۱۹ بیش از ۱۵۰۰ نفر تخمین زده شد.

## کاربردها
از زمانی که قیمت آهنرباها در دهه ۱۹۹۰ با هم رقابت می‌کرد، آهنرباهای نئودیمیم جایگزین آهنرباهای آلنیکو و فریت در بسیاری از کاربردها در فناوری‌های پیشرفته که به آهنرباهای قوی نیاز دارند، شد استحکام بیشتر آنها نسبت به آهنرباهای کوچکتر و سبک‌تر به آنها اجازه می‌داد تا برای کاربردهای خاص استفاده شوند.

### کاربردها رایج
- هارد دیسک کامپیوتر
- ژنراتورهای توربین بادی
- بلندگو / هدفون
- دینام دوچرخه
- اسکنرهای ام آر آی
- ترمز قرقره ماهیگیری

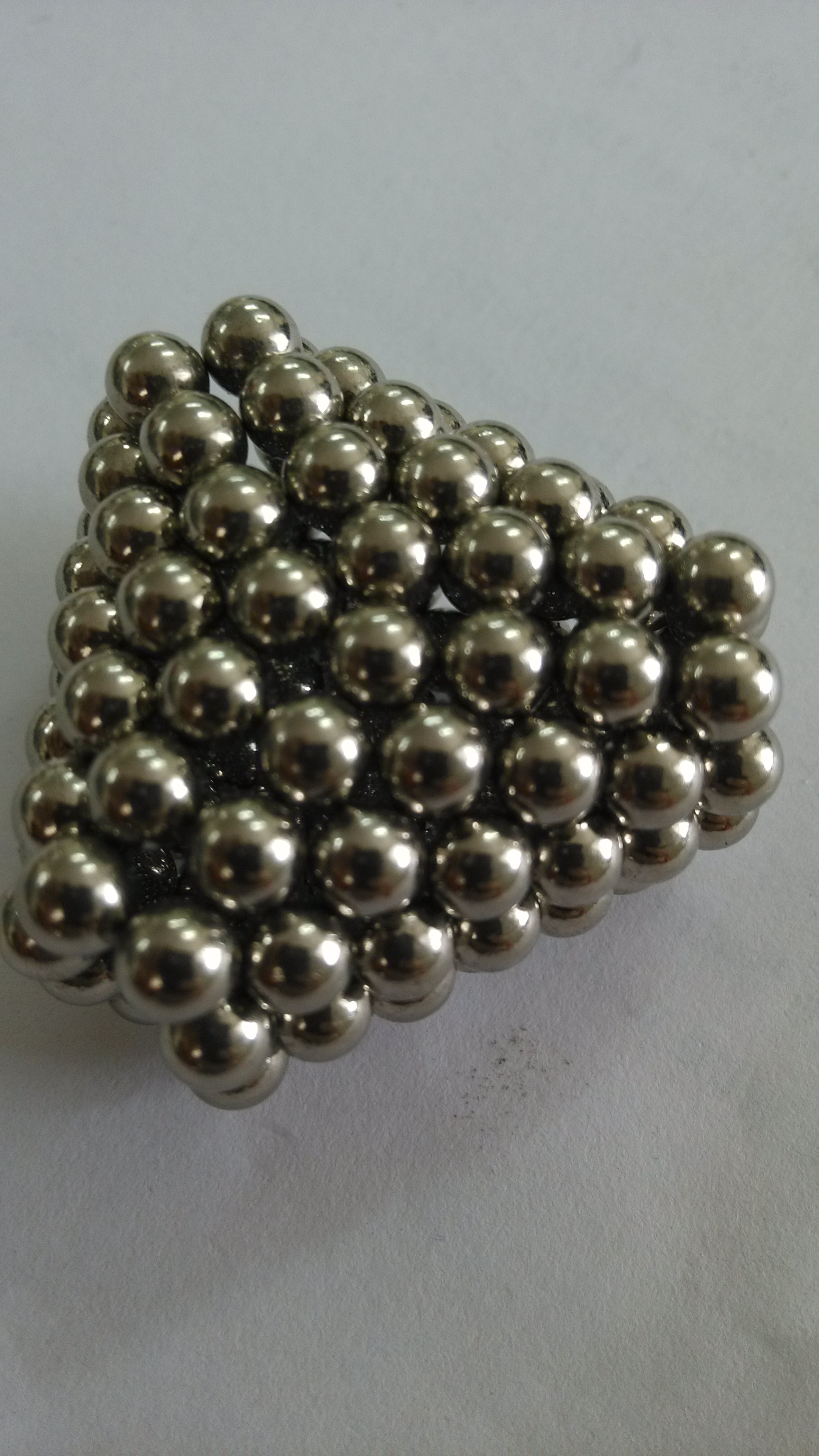
توپ‌های آهنربایی نئودیمیم

- موتورهای آهنربای دائم در ابزارهای بی‌سیم
- سروو موتورهای AC با کارایی بالا
- موتورهای کششی و استارت ژنراتورهای یکپارچه در خودروهای هیبریدی و الکتریکی
- چراغ قوه‌های با نیروی مکانیکی، با استفاده از آهنرباهای خاکی کمیاب برای تولید الکتریسیته در یک حرکت تکان دهنده یا حرکت چرخشی (با نیروی میل لنگ دستی)
- مصارف صنعتی مانند حفظ خلوص محصول، حفاظت از تجهیزات و کنترل کیفیت
- کنترل جذب ذرات فلزی ریز در روغن‌های روان‌کار در (محل لنگ موتورهای احتراق داخلی، همچنین گیربکس‌ها و دیفرانسیل‌ها)، به‌گونه‌ای که ذرات مذکور را خارج نگه دارد تا در نتیجه آنها را قادر به ایجاد ساینده‌ای در گردش قطعات متحرک ماشین نکند.

### کاربردهای دیگر
- موتورهای خطی (مورد استفاده در قطارهای مگلو و غیره))
- انیمیشن Stop motion: زمانی که استفاده از پیچ و مهره سنتی غیرعملی است، به‌عنوان اتصال دهنده‌هااستفاد می‌شود.
- آزمایش شناور دیامغناطیسی، مطالعه دینامیک میدان مغناطیسی و شناور ابررسانا.
- بلبرینگ‌های الکترودینامیکی
- راه اندازی فناوری ترن هوایی که در ترن هوایی و سایر سواری‌های هیجان انگیز وجود دارد
- پرتاب کننده‌های ال ای دی LEDهای کوچک متصل به یک باتری سلول دکمه ای و یک آهنربای خاکی کمیاب که به عنوان نوعی گرافیتی غیر مخرب و هنر عمومی موقت استفاده می‌شود.
- اسباب بازی‌های آهنربایی نئودیمیم
- پیکاپ گیتار الکتریک
- فیگورهای مینیاتوری، که آهن‌ربای‌های خاکی کمیاب به دلیل اندازه کوچک و قدرت نسبی خود قرار دادن و تعویض سلاح‌ها بین مدل‌ها را آسان می‌کنند، در جامعه بازی‌های مینیاتوری محبوبیت پیدا کرده‌اند.

## تلاش برای بازیافت
پروژه ETN-Demeter اتحادیه اروپا (شبکه آموزشی اروپایی برای طراحی و بازیافت موتورها و ژنراتورهای مغناطیسی دائمی زمین کمیاب در خودروهای هیبریدی و تمام الکتریکی) در حال بررسی طراحی پایدار موتورهای الکتریکی مورد استفاده در وسایل نقلیه است. برای مثال، آن‌ها در حال طراحی موتورهای الکتریکی هستند که در آنها آهن رباها را می‌توان به راحتی برای بازیافت فلزات خاکی کمیاب حذف کرد.
. شورای تحقیقات اروپایی اتحادیه اروپا همچنین به محقق اصلی، پروفسور توماس زمب، و همکار او، دکتر ژان کریستف پی گابریل، کمک هزینه تحقیقاتی برای پیشرفت پروژه «بازیافت عنصر خاکی کمیاب با ضررکم» اعطا کرد. که با هدف یافتن فرآیندهای جدید برای جایگزینی عناصر خاکی کمیاب بود.